# فتية سكوتسبورو
فتية سكوتسبورو هم تسعة مراهقين سود في ولاية ألاباما اتهموا باغتصاب امرأتين بيضاوين على متن قطار في عام 1931. أنتجت هذه الحادثة مجموعة من القضايا القانونية التي شكلت نقطة مهمة في التعامل مع العنصرية والحق في محاكمة عادلة. كما نتج عن القضية حالات إعدام دون محاكمة وحتى قبل أن يتم اتهام المشتبه بهم، كما أسفرت عن عدة نقاشات حول الأدلة الكاذبة، وهيئات المحلفين البيض بالكامل، والمحاكمات السريعة، وهجمات الغوغاء التخريبية. وغالبا ما يستشهد على أنها مثال عن إجهاض العدالة في النظام القانوني للولايات المتحدة.
في 25 مارس 1931، كان عدة أشخاص يرتحلون على متن قطار لنقل البضائع بين تشاتانوغا وممفيس، تينيسي. نزل عدة مراهقين بيض من القطار وأبلغوا المأمور أنهم تعرضوا لهجوم من مجموعة من المراهقين السود. قام المأمور بإرسال فريق من الشرطة، وقاموا بإيقاف وتفتيش القطار في بينت روك، الاباما وألقوا القبض على الأميركيين السود. كما نزلت شابتان بيضاوان من القطار أيضا واتهمتا المراهقين السود بالاغتصاب. قدمت القضية في سكوتسبورو، ألاباما، في ثلاث محاكمات سريعة، ولم يتلقى المتهمون تمثيلا قانونيا جيدا. أدين جميع المراهقين بتهمة الاغتصاب ما عدا روي رايت البالغ من العمر 12 عاما وحكم عليهم بالإعدام، وكان هذا الحكم الشائع في ولاية ألاباما وقتها للرجال السود الذين أدينوا باغتصاب النساء البيض،  رغم وجود دليل طبي يشير إلى عدم ارتكابهم للجريمة.
تم استئناف القضية بمساعدة من الحزب الشيوعي الأمريكي (CPUSA). أكدت المحكمة العليا في ألاباما على سبعة من الإدانات الثمانية، ومنح يوجين وليامز البالغ من العمر 13 عاما محاكمة جديدة لأنه كان قاصرا. انشق رئيس المحكمة العليا جون سي أندرسون لأنه رأى أن المدعى عليهم لم يتلقوا إجراءات قضائية عادلة، سواء بهئية المحلفين أو المحاكمة أو الحكم أو التمثيل. احتجز ثمانية من المتهمين التسعة في سجن كيلبي بانتظار محاكمتهم. رفعت القضية مرتين إلى المحكمة العليا للولايات المتحدة، الأمر الذي أدى إلى اتخاذ قرارات تاريخية على سير المحاكمات. تم إقرار تنفيذ محاكمات جديدة في قضية باول ضد ألاباما (1932).
عادت القضية إلى المحكمة الابتدائية وسمح القاضي بتغيير مكان الاجتماع، ونقلت المحاكمة الجديدة إلى ديكاتور، ألاباما. عين عليها القاضي جيمس هورتون. اعترفت إحدى الضحايا خلال المحاكمات الجديدة أنها لفقت قصة الاغتصاب وأكدت أن أيا من الفتية لم يمسوا أيا من المرأتين. وجدت هيئة المحلفين المتهمين مذنبين، ولكن القاضي قام بتنحية الحكم ومنح المتهمين محاكمة جديدة.
تم استبدال القاضي، ووضع قاضي آخر أكثر انحيازا، الذي خالف قرار الدفاع. عاودت هيئة المحلفين الإقرار بالذنب للمرة الثالثة، وهذه المرة كان أحد أعضائها رجلا أسودا. وأرسلت القضية في الاستئناف إلى المحكمة العليا في الولايات المتحدة. قضت بأنه يجب إدخال الأميركيين الأفارقة في هيئات المحلفين، وأمرت بإعادة المحاكمة. أسقطت التهم أخيرا عن أربعة من المتهمين التسعة. وتراوحت الأحكام على البقية بين 75 عاما وحتى الإعدام. وقضى كلهم عدى اثنان منهم عقوبة السجن. أطلق حراس السجن النار على أحدهم وأصيب بإعاقة دائمة. هرب الاثنان الآخران من السجن واتهما لاحقا في جرائم أخرى، حيث أدينا وأعيدا إلى السجن. أما كلارنس نوريس، أكبر المدعين عليهم سنا والوحيد المحكوم عليه بالإعدام، فقد حصل على إطلاق مشروط في عام 1946 واختفى عن الأنظار. عثر عليه في عام 1976، وعفا عنه الحاكم جورج والاس، وفي هذا الوقت تم تحليل القضية بدقة وظهر أنها ظالمة. كتب نوريس عن تجربته. توفي آخر من بقى من المدعى عليهم في عام 1989.
دافع الكثيرون في الشمال عن فتية سكوتسبورو، وتعرضوا للهجوم من قبل الكثيرين في الجنوب. والآن تعتبر حالة مهمة عن إجهاض العدالة، وسلطت الضوء بشكل خاص على استخدام هيئة المحلفين البيضاء بالكامل. تم حرمان الأميركيين السود في ألاباما من مختلف مناحي الحياة العامة منذ مطلع القرن العشرين، وبالتالي وتم استبعادهم عموما من واجب هيئة المحلفين. وقد تم اسكتشاف القضية في العديد من أعمال الأدب والموسيقى والمسرح والسينما والتلفزيون. في 21 نوفمبر 2013، صوت مجلس الإفراج المشروط في ولاية ألاباما على منح العفو بعد الوفاة إلى فتية سكوتسبورو الثلاثة الذين لم يعف عنهم أو يسقط حكمهم.

## معرض صور

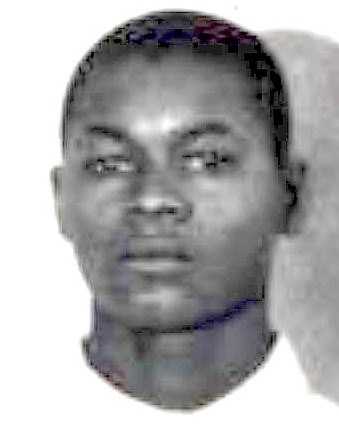
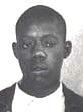
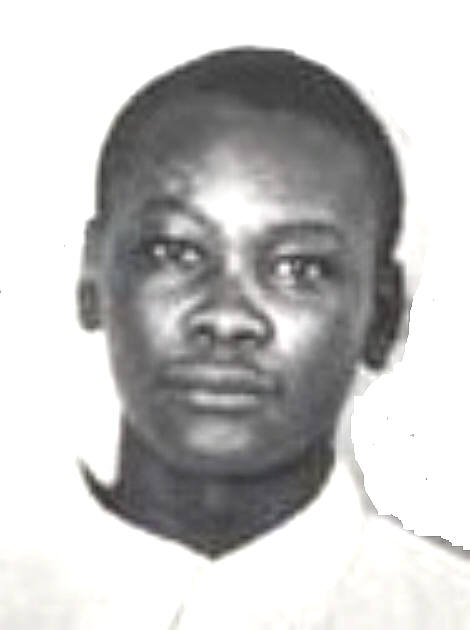
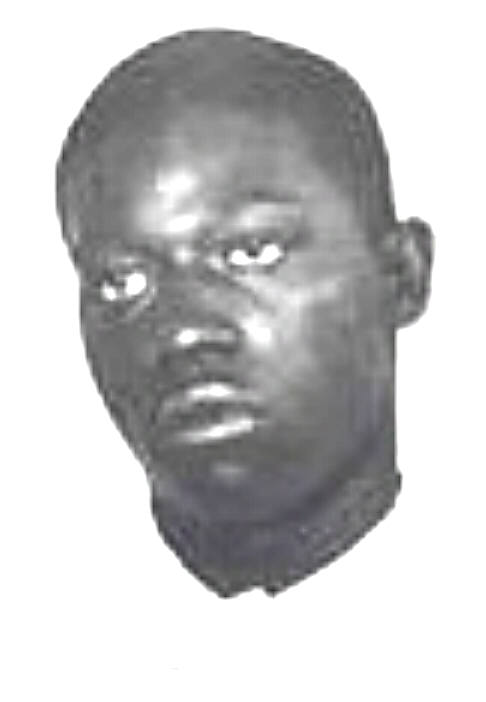
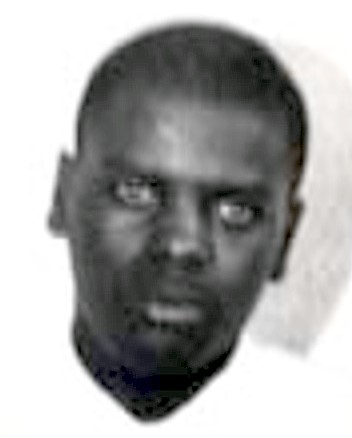